# 動物兵器

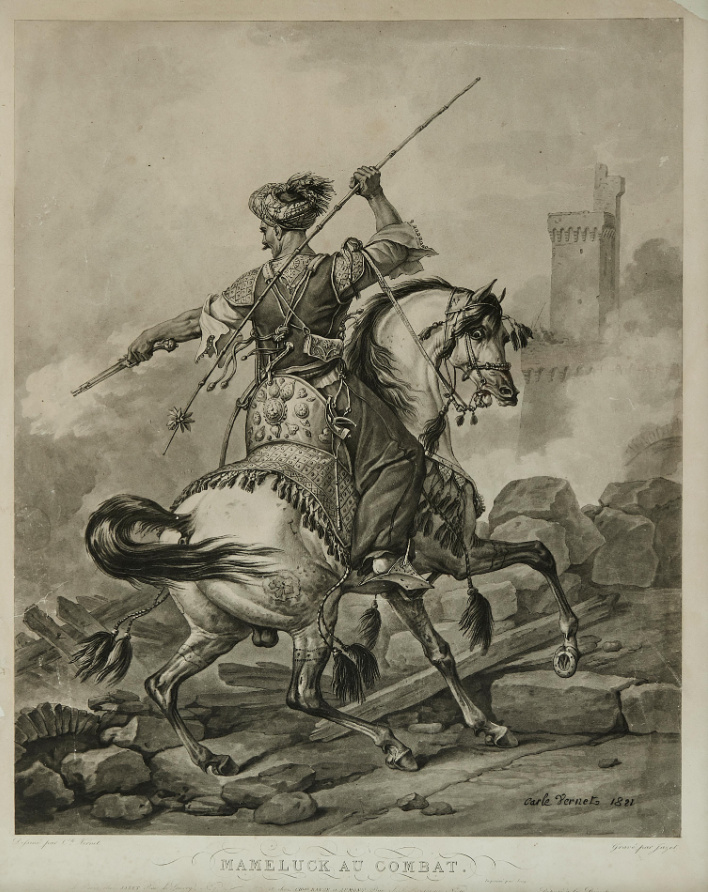
代表的な動物兵器である軍馬に騎乗した兵士（騎兵）

動物兵器（どうぶつへいき）とは、軍事目的に動物（ヒトを除く）を使用する兵器のこと。または兵器と同様の役割を動物に担わせること（また、一部では、生体兵器（せいたいへいき）ともいわれる）。
古来、人間は戦争において様々な動物を、その特性を活かして使用してきた。馬を騎乗用、あるいは戦車として利用したものが最も代表的な例であり、インドやカルタゴの将軍ハンニバルが戦象を使用したことも有名である。このように人間と一体となって戦う以外にも、輸送、通信手段、索敵、あるいは動物単体で攻撃をしかけるなどの様々な用途で動物は使用されてきた。
これらの動物を単に軍用動物とみるか、兵器としてみるかは個人の主観に委ねられる。
特に、動物単体で攻撃をしかけるものをアニマルウェポンと呼称することがある。これはSFの世界と思われがちだが、実際に使用例がある。

## ウマ科

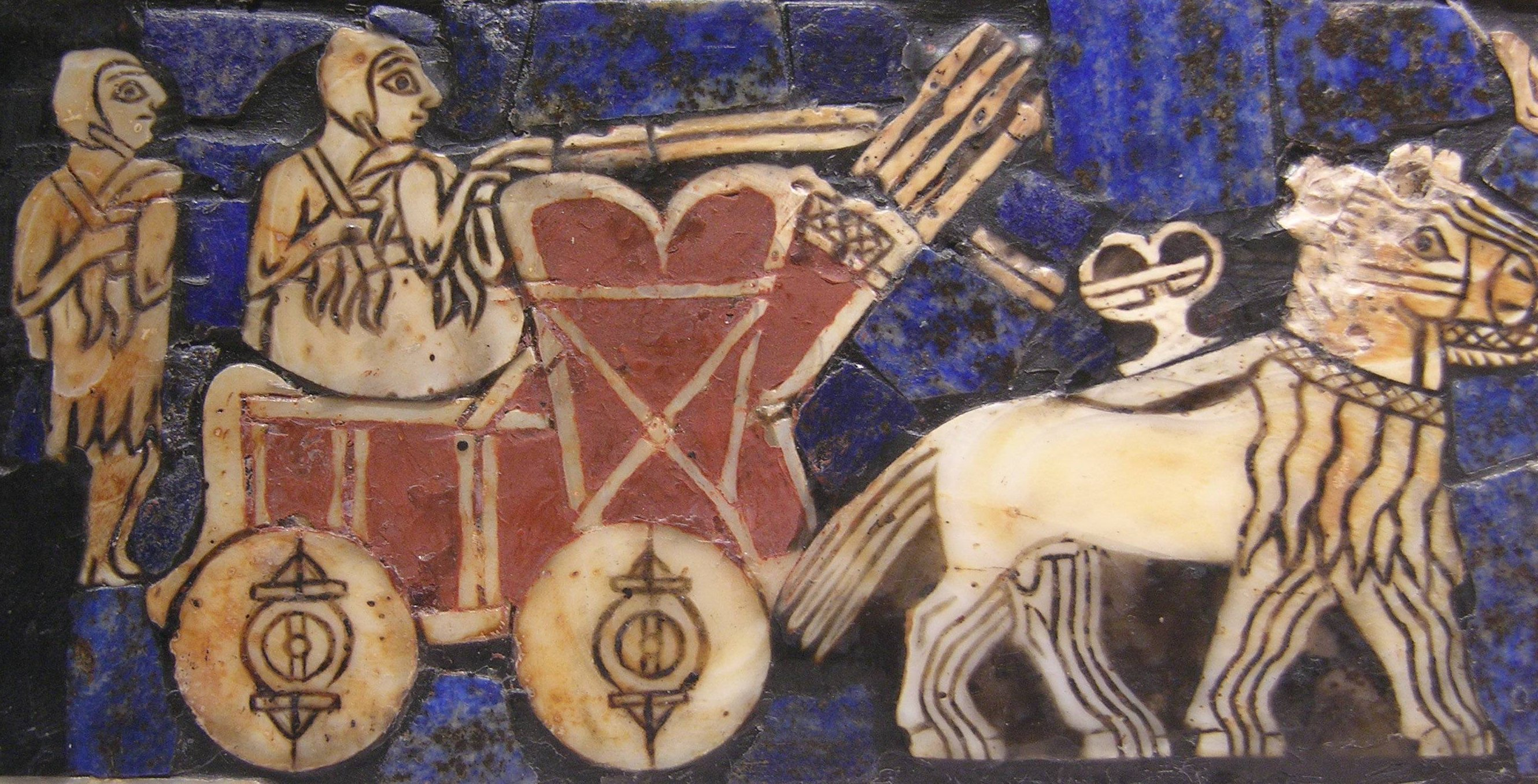
紀元前2500年頃のウル王墓から出土したウルのスタンダードに描かれたチャリオット。

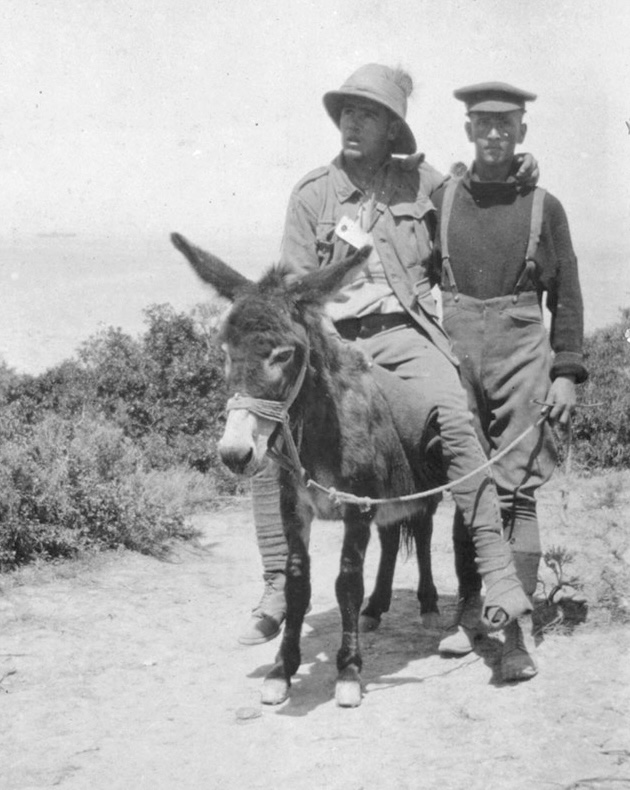
負傷兵をロバに乗せ運ぶニュージーランド軍の医療部隊（ガリポリの戦い、1915年）

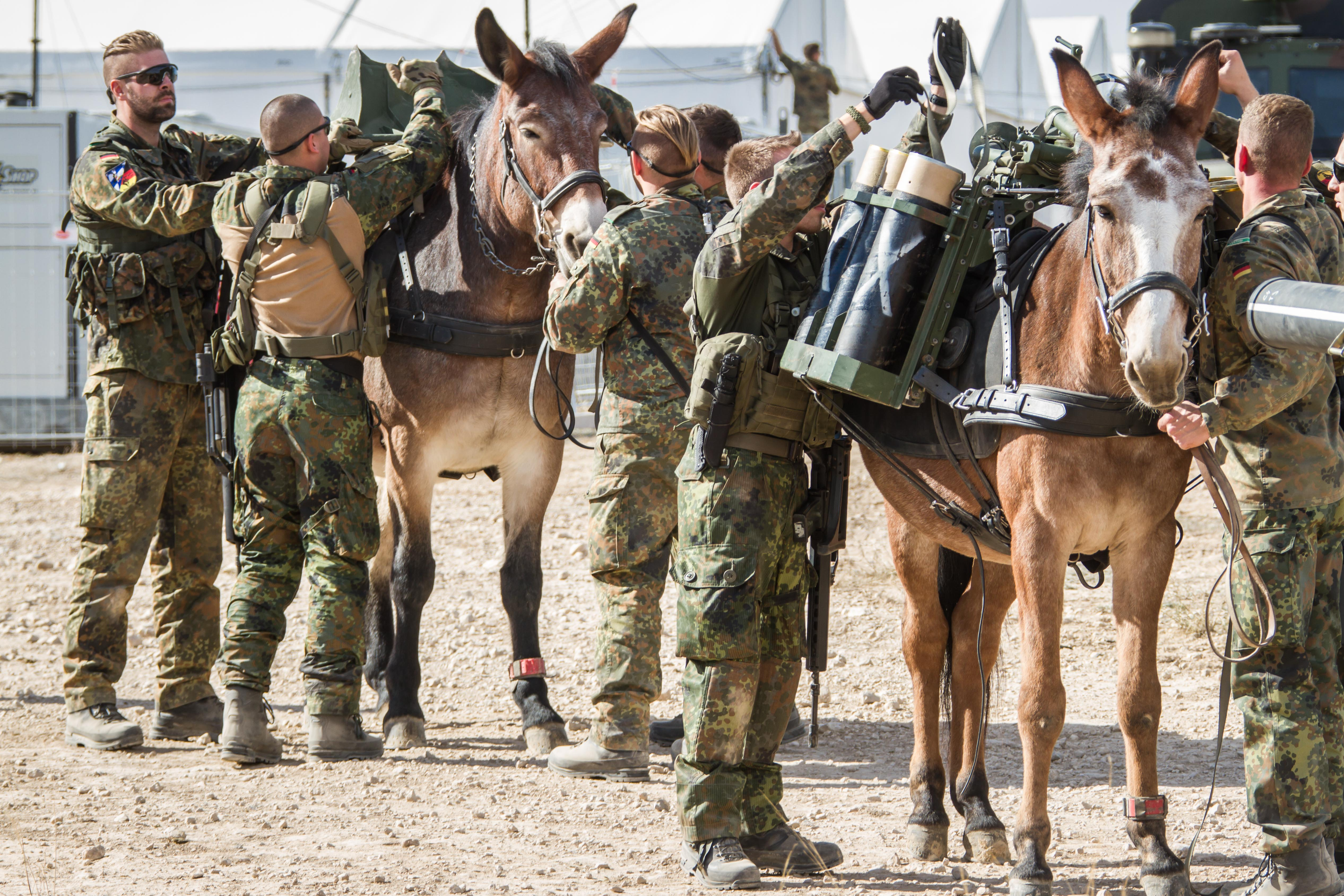
物資を騾馬に乗せる第23山岳猟兵旅団第230山岳偵察大隊の隊員（2015年）

### 馬
馬は草食性で家畜化が比較的容易であり、多目的に利用されてきた。軍事においては、人間を乗せたり、補給物資を輸送したりするのに用いられた。
人間を乗せる例においては、当初は戦車（チャリオット）を引かせ、直接人間が馬に乗ることは無かった。やがて、兵士を騎乗させて騎兵として用いられるようになった。物資を輸送する場合にも、車を引かせる場合と、直接背中に載せる場合があるが、主に道路などの環境によって使い分けられる。
人間を乗せる場合には、2通りの使い道がある。将兵の疲労を軽減するためと、人間が走るよりも高速であることを利用する場合である。疲労を軽減する目的としては、高級指揮官のみが馬に乗り、一般の兵士は徒歩という例が多い。指揮官は兵士と行動をともにするため、人間の走行よりも高速という馬の特質は生かされない。またそのような指揮官は騎兵とは呼ばれないのが通例である。地域・時代によっては、馬が特に裕福な階層しか所有しえない場合があり、その時は一部の指揮官しか馬を用いることはできないため、単なる疲労軽減の道具にしかならない。ただ、特に専制政治が行われた国によって顕著であるが、指揮官が兵士を見捨てて自分のみ逃亡する場合においては、馬は高速の移動手段として用いられた。
馬の高速性を利用する場合においては、騎兵だけで構成された部隊（騎兵隊）は、徒歩の兵士（歩兵）とは別行動を行い、その機動性を生かした戦術を展開した。アレクサンドロス3世（大王）やハンニバルなどが、騎兵の機動性を生かした戦術を行った端緒として知られる。このような戦術を行うには、馬は限られた層のみが使用するものではなく、一定以上の兵が利用できるものである必要がある。一方、伝令・連絡といった手段に馬を用いる場合は、ごく少数であっても事足りる。指揮官のみが馬に乗る場合でも、その指揮官が多方に命令を下すために用いる場合は、馬の高速性は有効に機能した。
一方で騎馬民族の場合は、馬の所有が普遍的であり、その場合は全てが騎兵で構成された軍というのも成立しえた。一部の兵しか馬を所有しえない国の軍に対して、機動性において遥かに優位に立つことができた。特に弓と組み合わせた騎射を使う遊牧民は非常に強力であった。なお騎馬民族ではなくても、軍の兵士に対しては全てに馬を供給できたケースもあった。
当初は銜（はみ）、鐙（あぶみ）、鞍（くら）、蹄鉄などといった馬具はなく、幼い頃より馬に慣れ親しんだ者しか乗れず、騎馬民族と非騎馬民族との差が顕著であった。それらの発明により乗馬技術は進歩し、非騎馬民族の騎兵も騎馬民族の騎兵に対抗し得るようになった。
現代の戦場では兵器の機械化が進んでその役割を終え、儀典の場に留まる。ただし山岳地帯が多い国の軍隊においては、現在も騎兵隊が実戦部隊として限定的ではあるが機能している。一部の警察では市街地での警備用として騎馬隊が活動している。

### ロバ・ラバ
ロバやラバは馬同様に騎乗用、物資輸送用に用いられてきた動物である。馬よりも小型で運搬能力は低いが強健で粗食に耐え、管理が楽で維持コストが低いためモータリゼーション以前は火砲や物資輸送等の兵站で利用されていた。また傾斜に強いことから山砲の輸送など山間部での行動にも適していた。
砲兵出身のナポレオン一世は砲兵隊の馬の代わりとしてラバを大量に利用し、アルプス山脈越えに際しては自らロバ（ラバという説もある）に騎乗していたとされる。
1910年頃までは故障した機械や負傷兵を後方へ輸送するなど、低速でもかまわない軽貨物の輸送に利用されていたが、次第に自動車に置き換えられていった。現代でも山岳地帯への陸上輸送には依然として有効であるため、山岳戦を専門にする部隊では鞍に取り付ける砲弾ラックなどが導入されている。
このほかにアフガニスタンで抵抗活動を続けているタリバーンが、ロバの背に爆弾を積んで警察施設内に突入させる手法を取ったことがある。人間による自爆テロの代わりとして、「ロバ爆弾」はシリア内戦でも使われ、検問所近くなどをうろつく動物は警戒の対象となっている。

### シマウマ

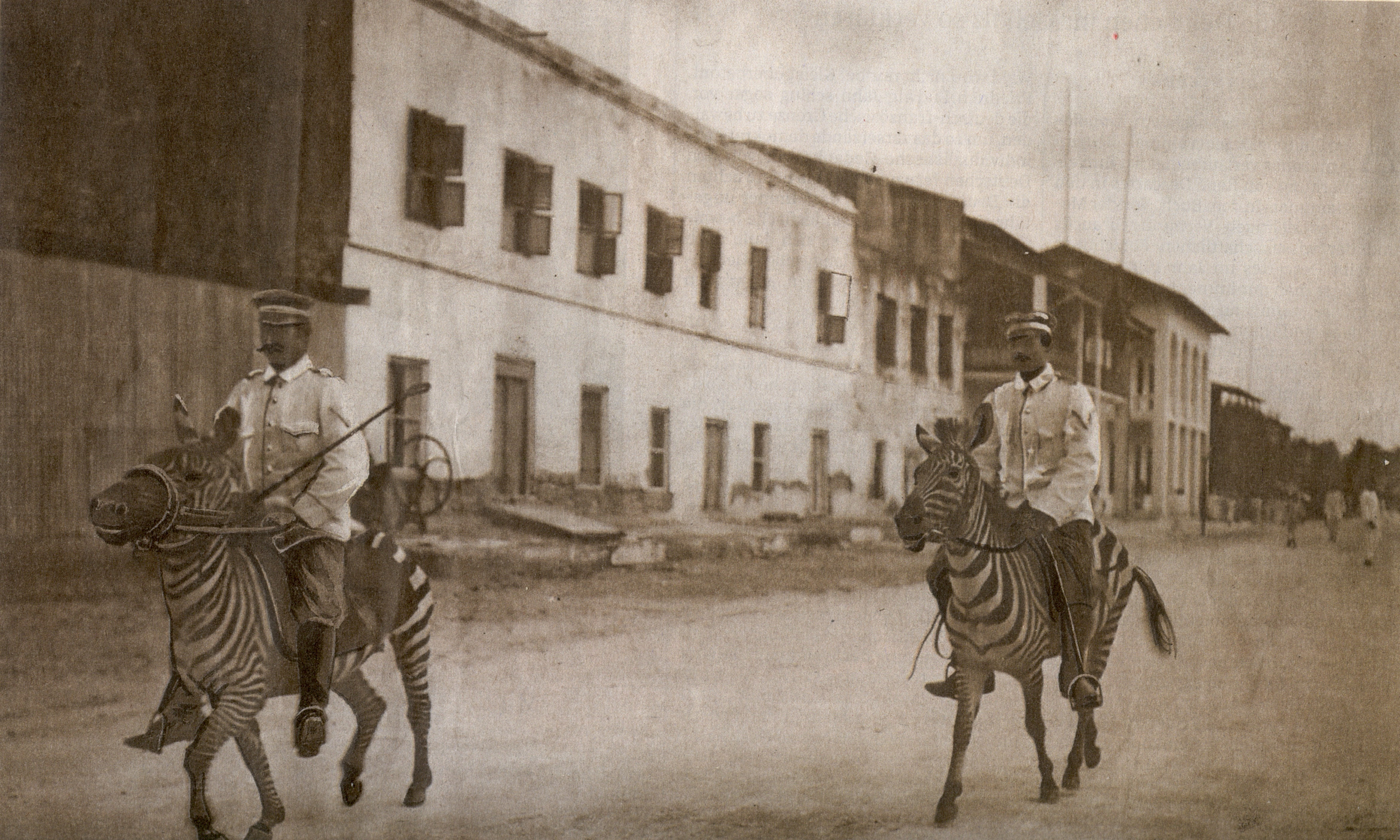
シマウマに乗り、パトロールを行うドイツ領東アフリカの植民地軍（1911年）

シマウマは気性が荒い、小柄で背の骨格が貧弱なため運搬能力が低いなど家畜には向いていない。しかしヨーロッパ人が植民地化したアフリカに持ち込んだウマが、ツェツェバエが媒介するアフリカ睡眠病になり使い物にならない中で、現地に生息するシマウマは病気に罹りにくいため家畜化が試みられた。1890年後半から1900年前半にかけて家畜化に成功した一部の個体が現地の軍や警察の騎馬部隊で利用されたが、すぐに自動車が実用レベルに達したことで取って代わられた。

## ウシ目

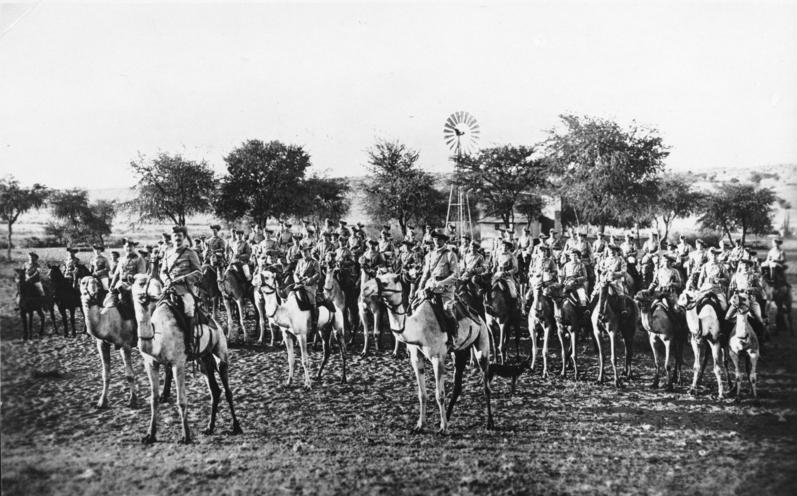
ドイツ領東アフリカの植民地軍のラクダ部隊（1904年）

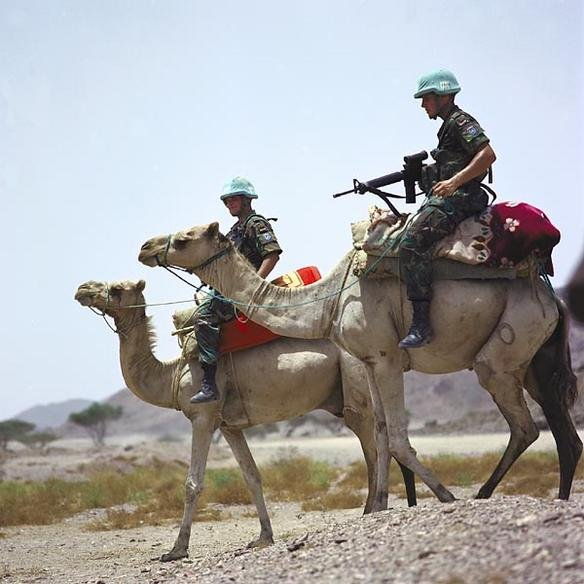
エリトリアで活動するPKFの隊員（2005年）

### ラクダ
ラクダは水分の無補給や高温に長期間に耐えることができ、積載量が多く砂地でも速度が落ちないといった利点があり、乾燥地帯や山岳地帯、寒冷地など特殊な地理的条件では、牛馬よりも有効である。地面に伏せることが出来るため、旋回砲を乗せる砲台として運用するザンブーラキも利用されていた。
ラクダは側対歩で歩行するため歩行時に身体が大きく左右に揺れ戦闘には不向きだったが、紀元前500年頃以降に発明された肋骨に負荷をかける設計の鞍によって騎乗戦闘が可能となり、駱駝騎兵が登場し、アラブ地域では駱駝騎兵による一騎打ちが主流となった。またラクダはウマよりも背が高いため見晴らしが良く弓兵や指揮官が騎乗する例もある。モンゴル帝国の軍隊では、軍太鼓の奏者はラクダに太鼓を乗せて騎乗で攻撃の指揮を伝えている。656年、イスラム帝国4代目カリフのアリーとバスラで会戦したムハンマドの未亡人アーイシャは戦場をよく見渡せるラクダに騎乗して軍隊を指揮したとされ、この戦いは「ラクダの戦い」とも呼ばれる。
ヨーロッパ諸国ではアフリカの植民地でラクダ部隊を運用していた。日本陸軍も日中戦争時にはフタコブラクダを一部地域で使用していた。現代でも砂漠地帯のパトロールに使われる他、ジャンジャウィードと呼ばれる民兵組織がラクダに騎乗して活動している。

### ウシ
ウシはウマと同じく、物資の輸送に使われてきた歴史を持つ。ウマよりも低速であるが力は強いため牛車は重量物の運搬に用いられた。
戦闘に用いた例もあり、中国・戦国時代の斉の武将田単は、『史記』の記述によると、牛の角に剣を装着、尻尾に葦の束をくくりつけ、それに火を点けて敵陣に突入させたと言われる。また、『平家物語』の異本である『源平盛衰記』には源義仲が倶利伽羅峠の戦いで同様の戦法を用いたと記されているが「牛の角に松明を括り付けて夜間に敵の軍勢に放つ」という描写となっているため、信憑性には疑問がある（尻を火にあぶられた牛が前方に突進するのは理屈にあっているが、角に松明を点した牛が前方に突進するというのは考え難い）。戦国時代では北条早雲が小田原城を攻める際、箱根山で田単と同様のことをしたとされるが、実際には勢子に扮した兵が夜襲を行ったもので牛は使われなかった。
なお、第二次世界大戦のインパール作戦にて、日本陸軍の牟田口廉也将軍が、牛に荷物を運ばせて食糧としても利用するという「ジンギスカン作戦」を実施させたが失敗した。杜撰と批判されることの多い同作戦であるが、失敗した原因の一つとして牛と水牛を同一視していたことが挙げられる。牛と水牛は見た目こそ似通っているが全く別の性質を持つ動物で、山中に荷物を運ばせるといった目的に水牛は著しく適さない。

## 鳥類

### 鳩
鳩の利用とは伝書鳩による通信手段である。現代のような無線技術を駆使した通信技術のない時代では、帰巣本能に優れた鳩が最速の通信手段であった。通信用の鳩は無線機器故障の際の代替手段として第二次世界大戦時でも使用されている。現代では鳩が主要な任務をこなすことはない。
なお、第二次世界大戦にてアメリカ合衆国がASM-N-2 BATを開発する際、訓練した鳩を使った誘導装置を試作している（プロジェクト鳩）が、失敗に終わったようである。

### タカ
日露戦争の旅順攻囲戦において、要塞守備軍が伝書鳩を使用して外部と通信しているのを阻止するため、長岡外史参謀次長の提案で鷹狩り用のタカを使ってハトを襲わせる作戦が検討されたが、訓練が要塞陥落に間に合わず実行されなかった。第二次世界大戦中には、イギリス軍が伝書鳩を多用していたため、ドイツ国防軍が実際にタカに伝書鳩を襲わせている。
現代ではイギリス海軍がデヴォンポート海軍基地などで海鳥を追い払うために鷹匠に業務委託している。

### ニワトリ
冷戦時代、イギリスが西ドイツ領内に核地雷の配備を計画したことがある。その際、地下に埋めてから起爆させるまでの数日間に電子部品が冷えて故障するのを防ぐため、ニワトリを餌と一緒に地雷の中に閉じ込め、その体温で電子部品を温めようとしたが、核地雷の配備自体が中止されたために実用化はされなかった。

## 犬
イヌは古代から人間社会と密接に関わっており、特に学習能力が高く嗅覚に優れていることから索敵、行方不明者や地雷の捜索、追跡など、多岐にわたって使用される。その用途は軍民を問わず活躍しており、軍事においては現代でも軍用犬として現役である。海上自衛隊・航空自衛隊の警備犬（歩哨犬）は、2曹ないし3曹の階級を持つ。
地雷犬
地雷犬とは、旧ソビエト連邦が独ソ戦においてドイツ軍の戦闘車両を破壊するために、信管を取り付けた爆薬を背負わせたイヌである。稼動させたドイツ軍の車両の下に餌を置き、条件反射でそれを覚えたイヌを飢えさせた状態で戦場に投入し、イヌ自らが地雷となるものであったが、敵の車両ではなく自軍の車両に向かう犬が多数出るなど、敵軍だけでなく自軍にも被害が出て、運用が困難であった。

## 海獣

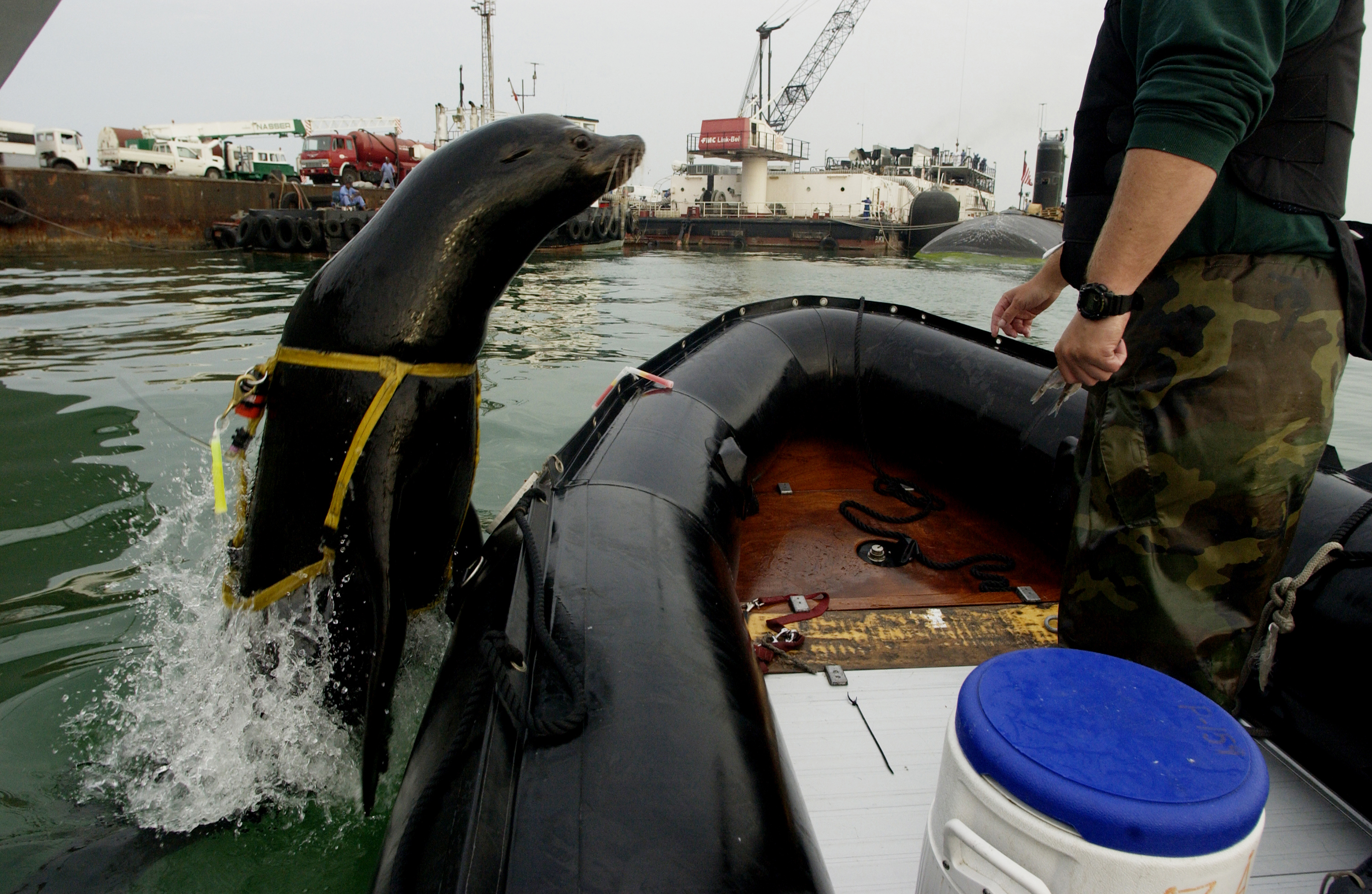
アメリカ海軍が利用するカリフォルニアアシカ（不朽の自由作戦、バーレーン）

### イルカ
イルカは高い知能と学習能力を持ち長距離を高速で泳ぐことが可能で、水族館で飼育・調教のノウハウが蓄積されている。
用途は機雷探知など水中での哨戒活動である。

### アシカ
アシカ（カリフォルニアアシカ）はイルカほどの速度は出ないが、より小型で甲板まで自力で上がることが出来るため、運搬や装備の変更が容易である。

## その他の例
象
インドではアジアゾウ、地中海世界ではアフリカゾウが調教され戦場に投入された。家畜化、機動力においては圧倒的に馬に劣るが、その巨体による突進は訓練が不十分な敵勢を瓦解させるのに十分であった。しかし、その巨体ゆえに搭乗者もろとも標的になり易く、火器に弱いなど、戦場での弱点に対応しきれず、使用していた国、地域の没落とともに戦場から姿を消すこととなった。
コウモリ
第二次世界大戦時、アメリカ軍は日本を空襲する方法の一つとしてコウモリに小型のナパーム弾を括り付けたコウモリ爆弾のテストを行った。コウモリを夜明け前を狙って日本上空で放ち、日光を避ける習性のために木造の多い日本の家屋の屋根裏にとまったところで爆発させるという計画であった。結果は一定の評価が得られたものの実戦配備に時間がかかるためマンハッタン計画が優先され中止となった。
実験中に逃げ出した武装コウモリが近隣の空軍基地で火災を発生させるなど、事故ではあるが一定の「戦果」を挙げている。
ブタ
古代ローマが拡張していく過程で、他国との戦闘時に遭遇した戦象への対抗策として、豚の背に油を塗り火を点けて敵に放ち、その火勢と絶叫をあげ走り回らせることにより、象を混乱させる戦術があったとされる。
ネズミ
現在アメリカ軍において研究中の兵器。既に研究室では成功している技術で、脳にスティモシーバーを埋め込みラジコンのコントローラーで操作する。背中にカメラを載せている。主に災害時の瓦礫の下敷きになった被災者救出のために利用する、とされている。脳の快楽物質の分泌を制御することによって調教し、操作するので、姿勢制御が不要で、ボディのメンテナンスが楽であり作動音もないため、ロボットよりも優秀な面が多い。また、生きたネズミではないが、第二次世界大戦中に英国の諜報機関が、ネズミの死骸にプラスチック爆弾を装填してドイツ軍のボイラー室に放置し、ドイツ兵が始末しようと炉の中に放り込むことを企図した兵器（爆薬ラット）を製作したことがある。実際には設置前にドイツ軍に奪われたが、ドイツ側は同様のラットが設置されていないかという点検に追われたことで、意図しない効果を上げられたと英国側は評価した。
ネコ
CIAにはネコの体に盗聴器を埋め込み、スパイ活動に利用する計画があった。

## 軍のマスコット

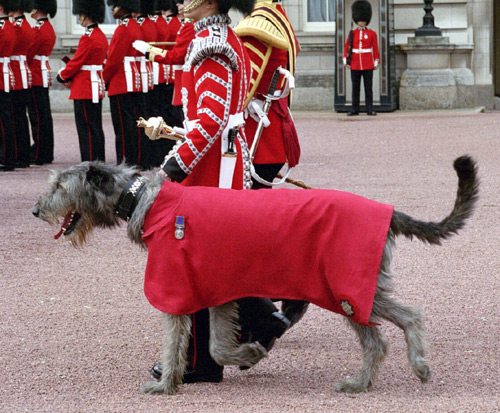
アイリッシュガーズのアイリッシュ・ウルフハウンド。

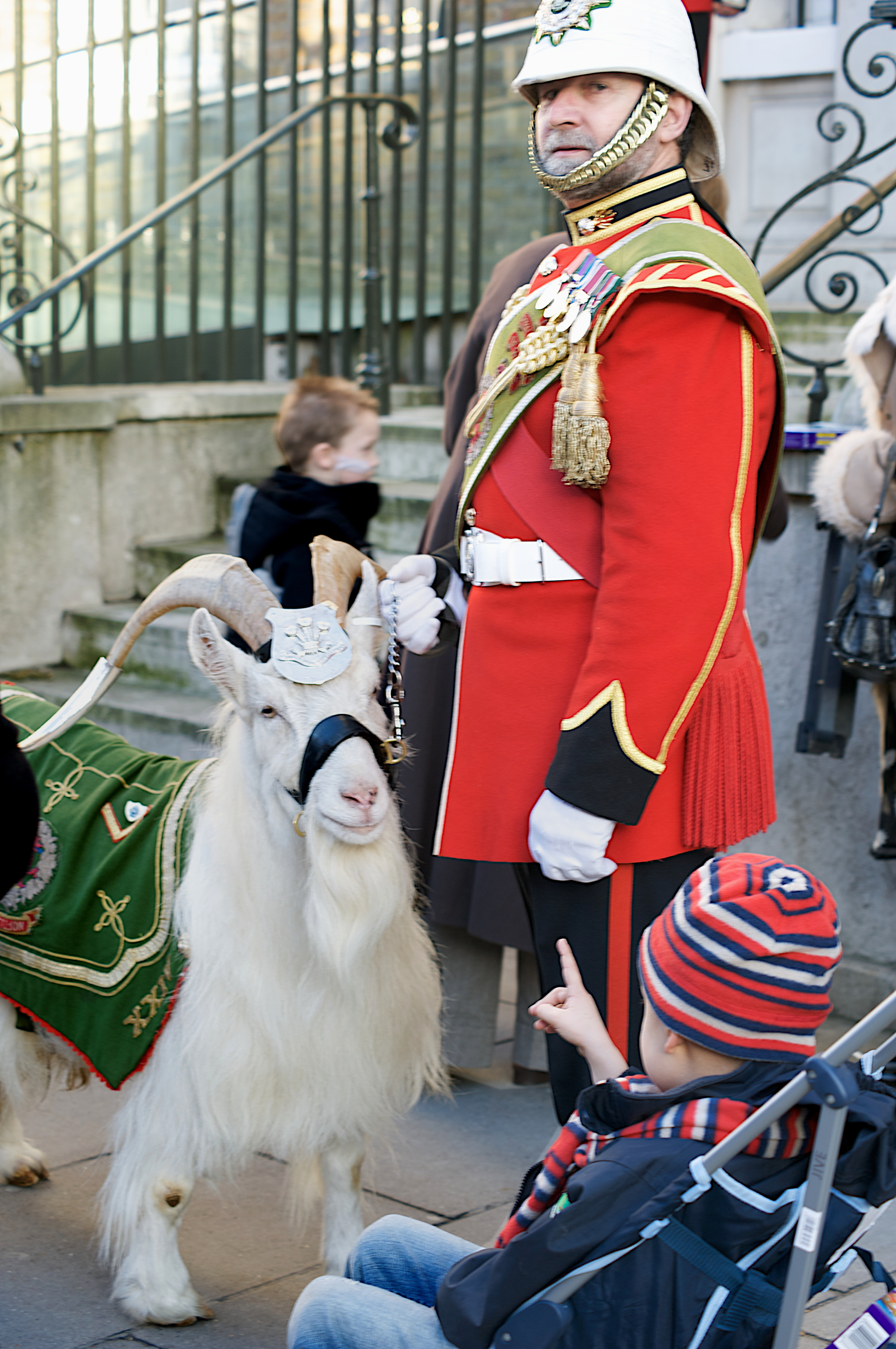
ロイヤル・ウェルシュの山羊。

人間以外の動物がマスコットとして、公式に登録され、階級を与えられていた事例は世界中に数多く存在する。イギリス軍にはディッキンメダルという動物専用の勲章が制定されている。
犬
イギリス陸軍アイリッシュガーズ連隊ではアイリッシュ・ウルフハウンドがマスコットとなっている。
猫
イギリス海軍ではネズミを捕るための猫を軍艦に乗船させている。イギリス軍のサイモンは猫としては唯一の従軍記章とディッキンメダルを受賞した。
ドイツ海軍の戦艦
ビスマルクで飼われていた雄猫も知られている。この猫のドイツ名は伝わっていないが、沈没するビスマルクから救助され、イギリス人によってオスカーという名前を与えられた。その後、飼われた駆逐艦コサックと航空母艦アーク・ロイヤルが相次いで戦没したが、オスカーはその度に生還を果たし、1955年にベルファスト船員会館で生涯を閉じた。
熊
ポーランド陸軍では、熊に正式に軍籍を与えて兵士としていた事例があった。このオス熊は実際に兵士と一緒に弾薬を運んだという。

ペンギン
ノルウェー陸軍のマスコットとして、エジンバラ動物園のキングペンギン（ニルス・オーラヴ）には名誉准将の階級と騎士号が与えられている。
ヤギ
イギリス陸軍ロイヤル・ウェルシュ連隊では、ヤギが伍長待遇でマスコットとなっている。スペイン外人部隊においても、マスコットのヤギが式典やパレードに参加している。

## 動物型ロボット兵器
2024年、中国はライフルを背負ったロボット犬や鳥型のドローンなど複数種類の「動物型ロボット兵器」を公表している。防衛省防衛研究所の増田雅之・中国研究室長は「中国は軍民融合で無人機やAI技術を発展させ、米国より進んでいるとの分析もある」と話した。